# Jacek Schmidt (etnolog)
Jacek Schmidt – polski etnolog, dr hab. nauk humanistycznych, profesor uczelni Wydziału Antropologii i Kulturoznawstwa Uniwersytetu im. Adama Mickiewicza w Poznaniu.

## Życiorys
17 maja 1993 obronił pracę doktorską Stereotyp grupy a granica. Na podstawie badań na dawnym pograniczu zaborów w Wielkopolsce, 14 grudnia 2009 habilitował się na podstawie oceny dorobku naukowego i pracy zatytułowanej Nowe tożsamości w czasach transformacji europejskich. Imigranci z Polski w Niemczech. Został zatrudniony na stanowisku adiunkta w Instytucie Etnologii i Antropologii Kulturowej na Wydziale Historycznym Uniwersytetu im. Adama Mickiewicza w Poznaniu i na Wydziale Komunikacji Społecznej Wyższej Szkoły Komunikacji i Zarządzania w Poznaniu.
Objął funkcję profesora uczelni na Wydziale Antropologii i Kulturoznawstwa Uniwersytetu im. Adama Mickiewicza w Poznaniu, członka Komitetu Nauk Etnologicznych Polskiej Akademii Nauk i członka prezydium Komitetu Badań nad Migracjami na I Wydziale Nauk Humanistycznych i Społecznych PAN.

## Publikacje
- 2000: „Wysiedleńcy" między Polską a Niemcami. Studium etnologiczne"[1]
- 2003: W poszukiwaniu tożsamości. „Późni wysiedleńcy" z Polski lat 80. i 90. w Niemczech[1]
- 2006: Tożsamość etniczna - obywatelstwo - tożsamość europejska (Emigranci z Polski do Niemiec w czasach wielkiej zmiany)[1]
- 2009: Nowe tożsamości w czasach transformacji europejskich. Imigranci z Polski w Niemczech[1]